# Moelv (stacja kolejowa)
Moelv – stacja kolejowa w Moelv, w regionie Hedmark w Norwegii, jest oddalona od Oslo Sentralstasjon o 155,95 km. Jest położona na wysokości 147,3 m n.p.m.

## Ruch pasażerski
Leży na linii Dovrebanen. Stacja obsługuje ruch lokalny do Oslo Sentralstasjon i Lillehammer; pociągi na tej trasie jeżdżą co dwie godziny w obie strony.

## Obsługa pasażerów
Stacja obsługuje 6 połączeń dziennie z Oslo S i Dombås, jedno z Lillehammer i Dombås oraz cztery z Trondheim S bardziej uczęszczaną linią wschodnią Rørosbanen.